# Jan IV Brabancki
Jan IV Brabancki (11 czerwca 1403 – 17 kwietnia 1427),  książę Brabancji, Lothier i Limburga. Jan był synem Antoniego I Brabanckiego i Jeanne of Saint-Pol.

## Życiorys
Jan IV urodził się w Arras w 11 czerwca 1403 roku i został księciem Brabancji w 1415 roku po śmierci ojca, Antoniego I Brabanckiego na bitwie pod Azincourt. W 1418 roku poślubił Jakobinę, hrabinę Hainaut, lecz małżeństwo zakończyło się separacją w 1420 roku. Jan IV zmarł w Brukseli w 17 kwietnia 1427 roku bezpotomnie.